# Joseph Asherman
Joseph (Gustav) Asherman (Rosovice, 11 de septiembre de 1889 - Herzliya, 9 de octubre de 1968) fue un ginecólogo israelí, director del Hospital de Maternidad de Kirya. El síndrome de Asherman lleva su nombre.

## Biografía
Asherman nació en 1889 en Rosovice en Austria-Hungría (hoy la República Checa). Estudió medicina en la Universidad Carolina de Praga y en 1913 se doctoró en medicina. Durante la Primera Guerra Mundial sirvió como oficial médico en el ejército austrohúngaro (1914-18) y fue miembro de la organización Bar Kochba en Praga.
En 1920 emigró a Israel (entonces Palestina británica). En Israel, primero sirvió como médico en el valle de Jezreel, Yavneel y Galilea. Se especializó en ginecología y dirigió el departamento de obstetricia y ginecología del Hospital Hadassah en la calle Balfour en Tel Aviv. Al principio estableció y administró el sistema Well Baby y luego estableció y administró el hospital de maternidad Ha'Kirya. Su compromiso y constancia en el campo de la obstetricia lo llevó a ser jefe de servicios de obstetricia y ginecología de la ciudad de Tel Aviv.
Asherman se ocupó de muchas cuestiones y fue miembro de numerosas asociaciones. Entre otras, fue presidente de la asociación de exalumnos de Bar Kochba Praga en Israel, presidente de la Asociación de Ginecólogos de Israel, miembro de la Sociedad Americana para el Estudio de la Infertilidad, miembro de las sociedades ginecológicas de Francia y Brasil, miembro del Colegio Internacional de Cirujanos y presidente de su capítulo en Israel, vicepresidente de sociedades internacionales de fertilidad y delegado en congresos científicos en Nueva York, Ámsterdam y Nápoles. También fue nombrado profesor visitante en la Universidad Hebrea de Jerusalén.
Asherman ha publicado docenas de artículos médicos. Entre otras cosas describió un síndrome que lleva su nombre, el síndrome de Asherman, que incluye la cicatrización e infección en el útero debido al legrado, que fue descrito por primera vez por Heinrich Fritsch, un médico alemán, en 1894, pero que fue caracterizado gracias a dos artículos de Asherman en 1948 y 1950. Ha ganado el Premio Szold de Medicina e Higiene Pública en 1960 (un premio honorífico).
Entre sus estudiantes están el Prof. Nadav Soferman, el Dr. Chaim Abarbanel y el Dr. Yehuda Aryeh Abramovitz, quien dirigió el Hospital Hadassah (Tel Aviv) durante muchos años.
En 1965 su esposa, Malka, murió inesperadamente. Asherman vivió en Tel Aviv y el último año de su vida en Herzliya, donde murió en 1968, a la edad de 79 años. Fue enterrado junto a su esposa Malka, en el cementerio Nahalat Yitzhak. Una calle de Tel Aviv lleva su nombre.

## Obras publicadas
- Maternal Health: Tips for the Pregnant Woman, Tel Aviv: Hadassah Medical Association (The Hadassah Medical Association Library named after Natan and Lina Strauss), [Therap-]. (Booklet, published in several editions; edition B: 1932
- Towards Motherhood, Tel Aviv: Tel Aviv-Yafo Municipality, Department of Public Medical Services, 1957.
- Mother and Baby: Medical-Educational Guide for Parents, Dr. J. Asherman, Prof. Dr. L.P. Meir, Dr. B. Farber and Dr. Y. Rivkai (eds.), Tel Aviv: Massada, 1945.